# Luke Murphy
Luke John Murphy (Macclesfield, 21 ottobre 1989) è un calciatore inglese, centrocampista svincolato.

## Carriera
Muove i suoi primi passi nel settore giovanile del Crewe Alexandra. Esordisce in prima squadra il 13 dicembre 2008 contro lo Swindon Town, subentrando all'82' al posto di Eugen Bopp. Il 28 dicembre mette a segno la sua prima rete tra i professionisti contro l'Hartlepool United.
In seguito alla cessione di Westwood all'Aston Villa viene nominato capitano della rosa. Il 27 settembre 2012 rinnova il proprio contratto per altre due stagioni.
Il 7 aprile 2013 la squadra si aggiudica il Johnstone's Paint Trophy.
Il 1º luglio 2013 si lega per tre anni al Leeds, in Championship. Esordisce con i Peacocks il 3 agosto contro il Brighton, segnando la rete del successo del Leeds nei minuti di recupero.
Il 14 luglio 2015 rinnova il proprio contratto fino al 2019, spalmando il proprio ingaggio su più stagioni.

## Statistiche

### Presenze e reti nei club
Statistiche aggiornate al 7 maggio 2016.
| Stagione               | Squadra                | Campionato             | Campionato | Campionato | Coppe nazionali | Coppe nazionali | Coppe nazionali | Coppe continentali | Coppe continentali | Coppe continentali | Altre coppe | Altre coppe | Altre coppe | Totale | Totale |
| Stagione               | Squadra                | Comp                   | Pres       | Reti       | Comp            | Pres            | Reti            | Comp               | Pres               | Reti               | Comp        | Pres        | Reti        | Pres   | Reti   |
| ---------------------- | ---------------------- | ---------------------- | ---------- | ---------- | --------------- | --------------- | --------------- | ------------------ | ------------------ | ------------------ | ----------- | ----------- | ----------- | ------ | ------ |
| 2008-2009              | Crewe Alexandra        | FL1                    | 9          | 1          | FACup+CdL       | 2+0             | 1               | -                  | -                  | -                  | FLT         | 0           | 0           | 11     | 2      |
| 2009-2010              | Crewe Alexandra        | FL2                    | 32         | 3          | FACup+CdL       | 1+1             | 0               | -                  | -                  | -                  | FLT         | 0           | 0           | 34     | 3      |
| 2010-2011              | Crewe Alexandra        | FL2                    | 39         | 3          | FACup+CdL       | 1+2             | 0               | -                  | -                  | -                  | FLT         | 2           | 0           | 44     | 3      |
| 2011-2012              | Crewe Alexandra        | FL2                    | 42+2       | 8          | FACup+CdL       | 1+1             | 0               | -                  | -                  | -                  | FLT         | 3           | 0           | 49     | 8      |
| 2012-2013              | Crewe Alexandra        | FL1                    | 39         | 6          | FACup+CdL       | 2+2             | 1+0             | -                  | -                  | -                  | FLT         | 5           | 2           | 48     | 9      |
| Totale Crewe Alexandra | Totale Crewe Alexandra | Totale Crewe Alexandra | 161+2      | 21         |                 | 13              | 2               |                    | -                  | -                  |             | 10          | 2           | 186    | 25     |
| 2013-2014              | Leeds                  | FLC                    | 37         | 3          | FACup+CdL       | 1+2             | 0               | -                  | -                  | -                  | -           | -           | -           | 40     | 3      |
| 2014-2015              | Leeds                  | FLC                    | 30         | 3          | FACup+CdL       | 1+1             | 0               | -                  | -                  | -                  | -           | -           | -           | 32     | 3      |
| 2015-2016              | Leeds                  | FLC                    | 36         | 1          | FACup+CdL       | 1+1             | 0               | -                  | -                  | -                  | -           | -           | -           | 38     | 1      |
| Totale Leeds           | Totale Leeds           | Totale Leeds           | 103        | 7          |                 | 7               | 0               |                    | -                  | -                  |             | -           | -           | 110    | 7      |
| Totale carriera        | Totale carriera        | Totale carriera        | 264+2      | 28         |                 | 20              | 2               |                    | -                  | -                  |             | 10          | 2           | 296    | 32     |

## Palmarès

### Club

#### Competizioni nazionali
- Football League Trophy: 1

Crewe Alexandra: 2012-2013
- Northern Premier League Division One West: 1

Macclesfield FC: 2022-2023

### Individuale
- PFA Football League One Team of the Year: 1[11]

2012-2013